# Ernest Thesiger
Ernest Thesiger, född 15 januari 1879 i Chelsea, London, död 14 januari 1961 i Kensington, London, var en brittisk skådespelare.

## Biografi
Thesiger scendebuterade 1909 och filmdebuterade 1916. Han medverkade i såväl brittiska som amerikanska filmer. Thesigers mest kända roll i Hollywood var som Dr. Pretorius i Frankensteins brud 1935. Annars dök han under sin senare karriär ofta upp i mindre filmroller som excentriker, snobbar och gamla adelsmän.

## Filmografi i urval
- 1932 – Överraskade av natten
- 1935 – Frankensteins brud
- 1936 – Mannen som kunde göra underverk
- 1938 – Efter mörkrets inbrott
- 1944 – Henrik V
- 1945 – Osynliga makter
- 1947 – The Ghosts of Berkeley Square
- 1948 – Fallet Winslow
- 1948 – Kvartett
- 1950 – Sista semestern
- 1951 – Andarnas natt
- 1951 – Det mörka rummet
- 1951 – Mannen i vita kostymen
- 1951 – Skratt i paradiset
- 1955 – Snål som en skotte
- 1958 – Uppåt väggarna
- 1960 – Helyllesabotören
- 1960 – Söner och älskare
- 1961 – Hennes italienske älskare

## Teater

### Roller
| År   | Roll   | Produktion                         | Regi             | Teater                      |
| ---- | ------ | ---------------------------------- | ---------------- | --------------------------- |
| 1950 | Jaques | As You Like It William Shakespeare | Michael Benthall | Cort Theatre, New York, USA |